# Courtney Yamada
Courtney Yamada (* 6. April 1980) ist eine US-amerikanische Skeletonpilotin.
Courtney Yamada begann 2002 mit Skeleton und gehört seit 2003 dem US-Nationalkader an. Ihr Trainerteam besteht aus Tim Nardiello, Greg Sand und Jon Carlock. International debütierte Yamada im Dezember 2002 bei den Nordamerikanischen Meisterschaften, bei denen sie Sechste wurde. Bei den US-Meisterschaften 2003 wurde sie Dritte.
Die erste Rennserie, in der Xamada startete, war der America’s Cup in der Saison 2003/04. 2004/05 gewann sie die Gesamtwertung. Erste Auftritte im Weltcup hatte sie im Januar 2006. Seit der Saison 2006/07 startet sie regelmäßig erfolgreich im Weltcup. Ihr bestes Ergebnis war bislang ein Dritter Rang bei einem Rennen in Nagano im Januar 2007.